# レースを編む女
『レースを編む女』（レースをあむおんな、蘭: De kantwerkster、仏: La Dentellière）は、オランダ黄金時代の画家ヨハネス・フェルメールが1669年から1670年ごろに描いた絵画。キャンバスに油彩で描かれた作品で、パリのルーヴル美術館が所蔵している。

## 解説
黄色のショールを羽織った若い女性が左手に2つの糸巻きをもち、枕にレース編みをしている様子を描いた作品である。フェルメールの絵画としてはもっとも小さな作品だが、さまざまな点においてフェルメールの作品中もっとも抽象的で、独特の作品であるといわれている。
背景は白一色の壁で、これは主題である中央部分だけに鑑賞者の視線を集めるためだと考えられている。『天文学者』や『地理学者』と同じく、フェルメールが『レースを編む女』を描くにあたって入念な下準備をしていたことは間違いない。この作品にはレース編みの制作過程がきわめて正確に描写されている。

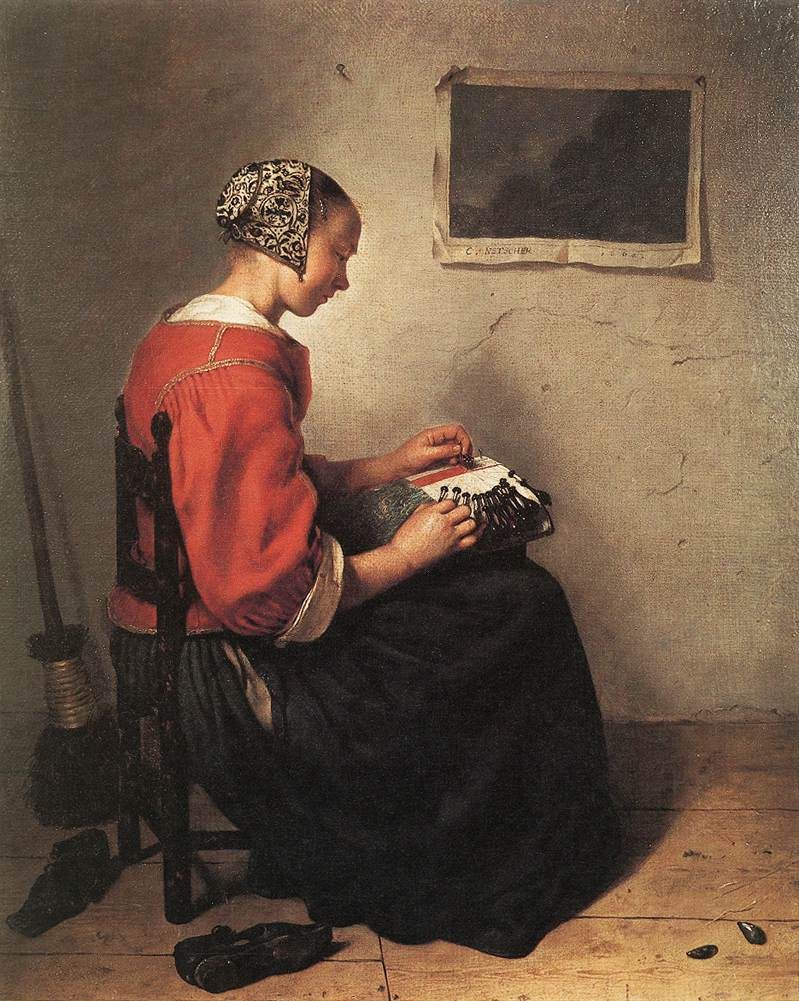
『レースを編む女』（1662年）
カスパル・ネッチェル
ウォレス・コレクション（ロンドン）
女性一人が作業している静謐な構成はフェルメールの『レースを編む女』と共通している。しかしながら、ネッチェルの作品には性的な含意が仄めかされている。

この作品の構成を決めるにあたって、フェルメールはおそらくカメラ・オブスクラを使用している。光学装置の使用による典型的な表現を、前景のにじんだような描写に見て取ることが出来る。前景以外にも画面全体がぼやけたような表現で描かれており、フェルメールがバロック期のオランダ絵画にはほとんど見られない、被写界深度を描写する技法を身につけていたことが窺える作品である 。
『レースを編む女』でフェルメールは、女性の顔や身体、道具や布地などさまざまなものを抽象的な作風で描いている。女性の両手、カールした髪型、眼と鼻が形作る「T」字などの抽象的作風は、フェルメールが活動していた時代のほかの絵画にはほとんど存在していない。さらに画面左の青いソーイングクッションからは、あたかも液体であるかのように描かれた赤と白の糸がこぼれ落ちている。これらの糸のぼやけた輪郭線は、女性が手にする、精密に描かれたレース糸の鮮明さと好対照を成している。
フェルメールの『レースを編む女』は、ほぼ同年代のオランダ人画家カスパル・ネッチェルが1662年に描いた同名の作品『レースを編む女』と比較されることがある。しかしながら両作品が持つ雰囲気はかなり異なっている。ネッチェルの作品に描かれている床に転がる靴と貝殻は、どちらも性的な出来事を暗示する。さらに放り出された靴は女性のものには見えず、このことからも性的なニュアンスが隠されていると考えられている。
美術史家ローレンス・ゴウィング は、「フェルメールの技術はすでに完成されている。これ以上進展する余地はなく、更なる普遍的様式も存在しない。フェルメールの時代は、宝石のように魅力ある多種多様なセンスを我々にもたらしてくれた。それまでの時代には鉱脈で眠りについていたものが、いまや陽のもとにさらされ活用されるときを待っている。『レースを編む女』は唯一無二で、他の作品のなど想像も出来ない。完璧で、唯一の定義とすらいえる作品である」としている。